# Coppa Italia di Serie A2 Élite
La Coppa Italia di Serie A2 Élite è una competizione di calcio a 5 italiana organizzata dalla Divisione Calcio a 5, a cui partecipano alcune squadre iscritte al campionato di Serie A2 Élite. La prima edizione della competizione riservata esclusivamente alle formazioni iscritte alla Serie A2 Élite si è svolta nella stagione 2023-24 ed è stata vinta dal Petrarca, attuale detentrice del trofeo.

## Formula
La prima edizione è stata contesa da 16 squadre, le migliori 8 dei due gironi di Serie A2 Élite al termine del girone di andata. La formula della prima edizione prevedeva due turni preliminari seguiti da una final four in sede unica, riservata alle quattro semifinaliste.

## Partecipanti

### Final four
Sono 8 le società ad aver preso parte all'unica final four della Coppa Italia di Serie A2 Élite a partire dalla stagione 2023-24 (l'asterisco indica la vittoria del trofeo).
- 1 edizione: Città di Mestre, Itria, Roma, Petrarca*, Pescara, Capurso*, Città di Mestre, Olympia Rovereto

## Albo d'oro
| Edizione | Vincitore | Finalista       | Dettagli finale     | Dettagli finale | Dettagli finale                     |
| Edizione | Vincitore | Finalista       | Luogo               | Data            | Risultato                           |
| -------- | --------- | --------------- | ------------------- | --------------- | ----------------------------------- |
| 2023-24  | Petrarca  | Città di Mestre | Policoro PalaErcole | 24 marzo 2024   | Città di Mestre-Petrarca 1-5        |
| 2024-25  | Capurso   | Pescara         | Jesi PalaTricolli   | 23 marzo 2025   | Bulldog Capurso-Academy Pescara 5-1 |
| 2025-26  |           |                 |                     |                 |                                     |

## Vittorie per squadra
| Titoli | Squadra  | Edizione |
| ------ | -------- | -------- |
| 1      | Petrarca | 2024     |
| 1      | Capurso  | 2025     |

## Albo d'oro per Regioni
| Regione | Titoli | Anni    |
| ------- | ------ | ------- |
| Veneto  | 1      | 2023-24 |
| Puglia  | 1      | 2024-25 |

## Marcatori
Di seguito la sequenza dei giocatori che hanno vinto la classifica dei marcatori della competizione e delle fasi finali.
| Stagione | Nazione                                                                            | Giocatore (totale)                                 | Squadra                                        | Reti | Nazione           | Giocatore (fase finale) | Squadra  | Reti |
| -------- | ---------------------------------------------------------------------------------- | -------------------------------------------------- | ---------------------------------------------- | ---- | ----------------- | ----------------------- | -------- | ---- |
| 2023-24  | Brasile (bandiera) · Brasile (bandiera) · Italia (bandiera) · Argentina (bandiera) | Daniel Araujo Bebetinho Victor Mello Gonzalo Pires | Itria Città di Mestre Petrarca Città di Mestre | 4    | Italia (bandiera) | Victor Mello            | Petrarca | 3    |